# Nepalocaryanda latifrons
Nepalocaryanda latifrons är en insektsart som beskrevs av Sigfrid Ingrisch 1990. Nepalocaryanda latifrons ingår i släktet Nepalocaryanda och familjen gräshoppor. Inga underarter finns listade i Catalogue of Life.